# Удав Дюмеріля
Удав Дюмеріля (Acrantophis dumerili) — неотруйна змія з роду Мадагаскарський удав родини Удавові. Інша назва «південномадагаскарський удав».

## Опис
Загальна довжина коливається від 1,5 до 2,2 м. Самки трохи більші за самців. Голова невелика, морда витягнута. Голова чітко відокремлена від тулуба. Тулуб кремезний, щільний. Хвіст короткий. Термолокаційні ямки відсутні. Шкіра має темно-коричневим малюнком на червоно-коричневому, жовтувато-коричневому, бежевому або сіро-коричневому тлі. Темно-коричнева смуга проходить через око, а на верхній губі є темні чорнильні плями. У забарвленні молодих особин присутній легкий рожевий відтінок.

## Спосіб життя
Полюбляє ліси, особливо місця біля струмків та річок. Здебільшого зустрічається на землі серед листя. Активний вночі або у сутінках. Полює із засідки. Живиться дрібними ссавцями та птахами.
Це живородна змія. Парування починається у вересні. Самка народжує від 6 до 20 удавів.

## Розповсюдження
Це ендемік о. Мадагаскар.